# ري بالاسيوس
ري بالاسيوس (بالإنجليزية: Rey Palacios)‏ هو لاعب كرة قاعدة أمريكي، ولد في 8 نوفمبر 1962 في بروكلين في الولايات المتحدة.

## وصلات خارجية
- ري بالاسيوس على موقعبيزبول رفرنس.كوم (الدوري الرئيسي) (الإنجليزية)
- ري بالاسيوس على موقعبيزبول رفرنس.كوم (الدوري الثانوي) (الإنجليزية)